# Canto popular brasileiro
O canto popular brasileiro pode ser entendido com uma pratica feita por cantores que exploram o repertório da música popular brasileira urbana principalmente a partir de 1920. Sendo assim, ele acaba sendo composto por uma vasta quantidade de intérpretes que possuem características estilísticas diversas. 
Sua configuração estética e estilística passou por grandes transformações no século XX. Um marco importante sobre a mudança da estética tanto vocal quanto musical, se deu em 1920 com a chegada do sistema eletromagnético com a gravação de som, e nos anos de 1960 com o surgimento da Bossa Nova.
A partir das mudanças estéticas causadas por todas essas transformações no surgimento das gravações, foram consolidadas algumas tradições na maneira de cantar que foram passadas de gerações a gerações pelas práticas e repetições.
Ao longo dos anos o canto popular brasileiro foi sofrendo diversas alterações, o que resultou numa ampla variedade estilística, caracterizado tanto por aspectos que valorizassem a compreensão de uma identidade regional como pela mistura entre elementos de culturas diferentes, por isso, hoje em dia engloba em sua categoria diversos gêneros musicais como o choro, samba, MPB, sertanejo, forró, baião, funk carioca, brega funk, pop nacional e entre outros.
Em relação a configuração do aparato vocal do canto popular brasileiro acaba sendo complexo delimitar um padrão característico, já que existe uma grande diversidade de artistas e gêneros com diferentes adequações. Além disso, cada intérprete traz em seu repertório referências e ajustes sempre procurando valorizar a especialidade de cada um. Provavelmente não existe um caminho único ou uma técnica geral que combine todos os fatores presentes no canto popular. Assim, o estudo acaba precisando ser construído de acordo com as características que cada indivíduo traz consigo na sua "essência' e “memória” para ser trabalhado, buscando uma emissão mais saudável, permeada com as características do estilo ou gênero que se pretende dominar.
Sobre os recursos técnicos musicais que englobam as peculiaridades do estudo do canto popular brasileiro estão os conceitos gerais sobre entendimento do canto, como o trabalho da postura, apoio, ressonância, percepção, articulação, projeção, sustentação, dinâmica entre outros, mas a grande diferença estaria na valorização da singularidade com a soma das características do gênero ou estilo musical escolhido.

## Os gestos vocais do canto popular brasileiro
Os gestos vocais do canto popular brasileiro são um campo de estudo relativamente recente, concentrado principalmente no âmbito acadêmico brasileiro. Nessa abordagem, o termo "gesto" refere-se a efeitos vocais ou características de timbre presentes na voz cantada. Cada gesto vocal representa um efeito específico ou qualidade de som em uma nota individual, enquanto a gestualidade vocal engloba grupos de gestos vocais recorrentes em um cantor ou em um estilo musical particular.
Pesquisadores têm explorado essa área para entender como os cantores expressam suas emoções e interpretações através de gestos vocais distintos. Entre os estudos notáveis nesse campo, destaca-se o trabalho de Ribeiro e Borém (2017), que investigaram os efeitos vocais utilizados por Elis Regina na música "Como nossos pais", de Belchior. Dentre os principais gestos vocais identificados na interpretação de Elis Regina, estão o vibrato, o portamento descendente/ascendente, o scoop, o yodel, o drive, a crepitação e o tremor.
Outra contribuição relevante é a análise realizada por Piccolo (2006), que se dedicou a compreender as gestualidades de Elis Regina, Milton Nascimento e Caetano Veloso em suas interpretações. Ao examinar as gestualidades vocais desses artistas, Piccolo procurou identificar padrões recorrentes e como esses gestos contribuem para a expressão emocional e artística das músicas.
O estudo dos gestos vocais é essencial para a compreensão mais profunda das técnicas utilizadas pelos cantores e de que maneira essas técnicas influenciam o resultado final da performance. Através dessas investigações, é possível aprimorar as habilidades de canto, interpretar com maior sensibilidade as nuances das músicas e valorizar a diversidade de estilos presentes no canto popular brasileiro.
Embora as pesquisas nesse campo ainda estejam em desenvolvimento, o estudo dos gestos vocais é uma área promissora para a compreensão da arte do canto, bem como para o enriquecimento da cultura musical brasileira. À medida que novas pesquisas são conduzidas e mais informações são coletadas, espera-se que o conhecimento sobre os gestos vocais no canto popular brasileiro seja ampliado, beneficiando artistas, pesquisadores e apreciadores da música.